# Koumir (cheval)
Pour les articles homonymes, voir Koumir (homonymie).
Vous lisez un « bon article » labellisé en 2022.
Koumir (russe : Кумир, traduit par « Idole » ou « Symbole ») est un cheval de robe gris clair, qui a vécu pendant l'ère soviétique et la Seconde Guerre mondiale. Koumir est essentiellement connu pour être le cheval sur lequel le maréchal de l'Union soviétique Gueorgui Joukov a ouvert et mené le défilé du Jour de la Victoire 1945 à Moscou, sur la place Rouge, le premier défilé du genre dans l'histoire militaire russe.
Il y a controverse sur l'identité de Koumir, au sujet duquel très peu de sources contemporaines existent. Ses dates de naissance et de mort ne sont pas connues avec précision, de même que ses origines, sa race étant présumée Tersk ou Akhal-Teké. La majorité des sources le décrivent comme un étalon militaire né au haras de Tersk, et trouvé à la hâte avant le défilé. D'autres sources, notamment turkmènes, affirment que ce cheval monté par Joukov est en réalité l'étalon Akhal-Teké nommé Arab, père d'Absinthe.

## Dénomination
Le nom russe officiel de ce cheval, en caractères cyrilliques, est « Кумир », soit « Koumir » en transcription française. Jean-Louis Gouraud traduit ce nom en français par « Symbol », tout en signalant dans ses notes qu'une autre traduction existe, « l'Idole ».

## Histoire

### Avant le défilé de 1945
D'après la Pravda de Kabardino-Balkarie, Koumir est né au Haras de Tersk, un lieu d'élevage de chevaux de race Arabe de Tersk et Kabarde. 
D'après le commandant d'escadron d'origine ukrainienne Ivan Maksimets, qui témoigne avoir été le cavalier de Koumir avant le défilé, ce cheval a participé à l'un de ses premiers défilés le 7 novembre 1941. Maksimets témoigne aussi, en 2005 et alors qu'il est à la retraite, du contexte dans lequel il avait reçu Koumir : 
« Осенью сорок первого фашисты были на окраине Москвы. Наш полк, в котором я был командиром первого эскадрона, прикрывал подступы к советской столице. К нам пришло пополнение конного состава. На своего Орла я не жаловался — это был хороший конь, настоящий боевой друг. Поэтому был удивлен, когда меня вызвал командир полка и передал мне белоснежного красавца Кумира. Командир тогда сказал: «Поскольку ты комэск-один, то должен отличаться от других, поэтому и даю тебе прекрасного коня». От такого красавца было грех отказываться. Орла я отдал своему ординарцу, а с Кумиром мы сразу подружились. »
— Иван Трофимович Максимец,  Ivan Trofimovitch Maksimets.

« À l'automne de l'année 41, les nazis étaient aux abords de Moscou. Notre régiment, dans lequel j'étais commandant du premier escadron, couvrait les approches de la capitale soviétique. Nous avions reçu des renforts d'infanterie hippomobile. Je ne me suis pas plaint de mon Aigle - c'était un bon cheval, un véritable ami de guerre. J'ai donc été surpris lorsque le commandant du régiment m'a appelé et m'a remis le beau Koumir blanc comme neige. Le commandant a ensuite dit : « Puisque vous êtes un commandant-un, vous devez être différent des autres, alors je vous offre un beau cheval. » C'était un péché de refuser un si bel étalon. J'ai donné l'Aigle à mon infirmier, et nous sommes devenus instantanément amis avec Koumir. »
— Ivan Trofimovitch Maksimets.

### Défilé de la victoire

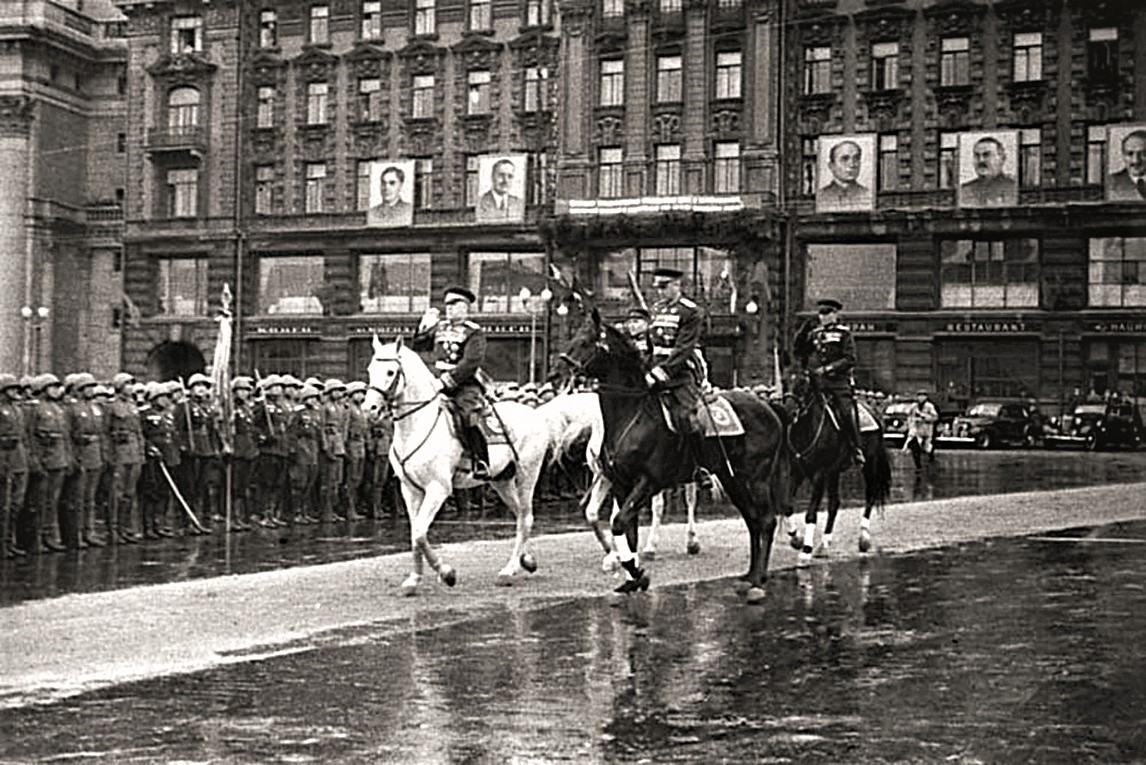
Joukov, sur Koumir, en tête des cavaliers de la parade de 1945.

Igor Fédorovitch Bobilev (ministère de la Défense de l'URSS, impliqué dans les événements liés à la sélection des chevaux pour le défilé de l'été 1945) témoigne que l'idée de faire défiler un cheval monté lors de la parade de la victoire est celle du maréchal Joseph Staline. Il ordonne également que ce soit un cheval d'apparence blanche, ce qui est un cas unique dans l'histoire des défilés militaires soviétiques. Il avait auparavant réprimandé le maréchal Semion Boudienny pour le fait que plusieurs maréchaux défilent sur la place Rouge sur le même cheval. 
Aucun des chevaux blancs de Moscou ne convenait aux instructions de Staline, les deux animaux présents étant trop petits. Des recherches de chevaux ont été entreprises dans toute l'URSS pendant près d'une semaine, avant de choisir Koumir :
« «Идеального коня» они обнаружили в хозяйстве у чекистов — в кавалерийском полку Наркомата госбезопасности, расквартированном неподалеку от Хорошевского шоссе. Жеребец-ахалтекинец Кумир по всем статьям подходил для предстоящих торжеств на Красной площади. »
— Давид Яковлевич, Игоря Федоровича Бобылев, David Iakovlevitch et Igor Fédorovitch Bobilev

« Ils ont trouvé le « cheval idéal » dans la ferme des Tchékistes - dans le régiment de cavalerie du Commissariat du peuple à la sécurité de l'État, stationné non loin de l'autoroute Khoroshevskoye. L'étalon Akhal-Teké Koumir convenait à tous égards aux célébrations à venir sur la place Rouge. »
— David Iakovlevitch et Igor Fédorovitch Bobilev
Jean-Louis Gouraud souligne que la version de Bobilev, qui affirme avoir examiné ce cheval lui-même, n'est pas en accord avec celle de Joukov.

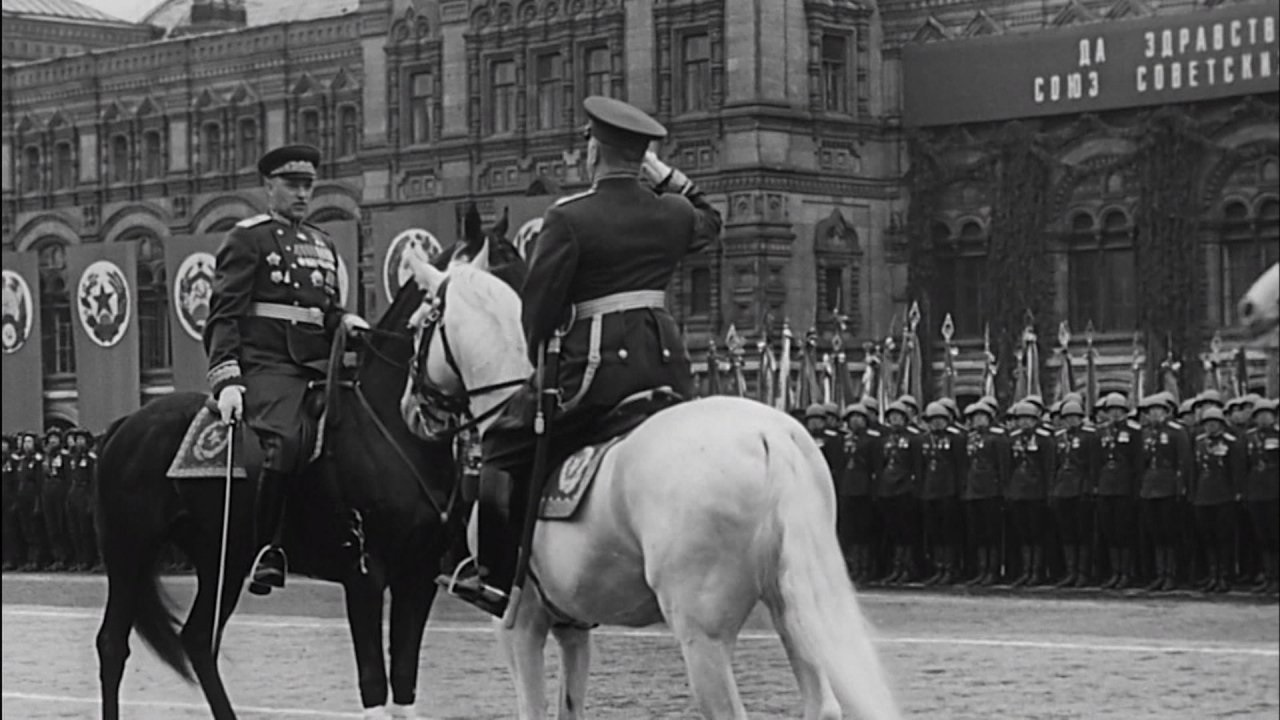
Cavaliers soviétiques, dont Joukov sur Koumir, pendant la parade de 1945 sur la place Rouge.

Initialement, c'est Staline qui devait monter ce cheval. Le mauvais déroulement des séances d'entraînement fait renoncer à ce projet, aussi c'est Gueorgui Joukov qui monte finalement ce cheval gris clair, d'apparence blanche,,. Joukov a commencé à le monter immédiatement, répétant avec lui pendant un mois entier avant le défilé. Selon les Mémoires de Joukov (ru), il fut convoqué par Staline le 18 ou le 19 juin 1945 ; ce dernier lui annonça qu'il l'avait choisi pour passer en revue la grande parade militaire : « Je suis trop vieux pour passer des troupes en revue. Faites-le, vous êtes plus jeune,. » Toujours selon les Mémoires de Joukov, dans un des passages censurés sous Brejnev, le fils de Staline, Vassili, aurait avoué à voix basse à Joukov que son père, mauvais cavalier, venait de chuter lors d'un entraînement avec le cheval blanc prévu pour le défilé,. Selon Rokossovski, tous les maréchaux ont proposé le rôle à Staline, qui aurait répondu : « Celui qui va recevoir la parade doit entrer sur la place Rouge à cheval. Et moi, je suis trop vieux pour le faire ». Les jours précédant la parade, Joukov s'inquiète de son embonpoint, pendant qu'il s'entraîne avec l'étalon blanc sélectionné sur ordre de Boudienny.
À dix heures précises du matin le 24 juin, au premier coup d'horloge du kremlin de Moscou, le maréchal Joukov chevauche Koumir depuis les portes de la tour Spasskaïa. Il est accompagné de l'adjudant colonel Piotr Zelensky, monté sur un cheval blanc nommé Célèbes. Ils se dirigent vers la partie centrale de la place devant le mausolée de Lénine, où le maréchal Constantin Rokossovski, sur son cheval nommé Pole et accompagné de son adjudant sur un cheval nommé Aigle, fait le rapport officiel. Après avoir terminé l'inspection, Joukov a rapidement mis pied à terre et, tapotant son cheval sur l'encolure, s'est rendu sur le podium du mausolée.

### Après le défilé
Après la cérémonie, dans la nuit du 24 juin, Joukov se rend à Berlin pour reprendre son commandement. Ivan Maksimets témoigne aussi être retourné directement au sein d'une unité. Deux semaines plus tard, le commandant de son régiment déclare avoir reçu l'ordre de remettre Koumir à un représentant de l'état-major. Maksimets n'a jamais revu son cheval.
D'après Bobilev, Koumir a été remis au NKGB. Il est mort rapidement après le défilé. 
En 1948, lorsque Boudienny a reçu l'ordre de trouver un cheval pour le défilé de la Journée internationale des travailleurs, il a été rapporté que Koumir était mort.

## Identité et controverses
D'après Gouraud, ainsi que selon un article de la journaliste de Monde équestre (Конный мир) Inna Sukhodolskaya (Инна Суходольская) daté de 2005, il a toujours existé des controverses et des versions contradictoires à propos des origines et de l'identité réelle du cheval qui a participé au défilé de 1945. Un autre élément de contexte est souligné par l'ethnologue Carole Ferret : en ex-URSS, la question des races de chevaux est étroitement liée à celle de l'identité nationale.
Le colonel Igor Fédorovitch Bobilev, (И.Ф.Бобылев, vice-président de la Fédération équestre de l'URSS), Svetlana Pavlovskaya (Светлану Павловскую), chef du service de presse des troupes du ministère de l'Intérieur de l'Ukraine, ainsi que le commandant d'escadron Ivan Maksimets (Иван Трофимович Максимец), qui revendique être le cavalier initial de Koumir, soutiennent qu'il venait du haras de Tersk. Interrogé par Gouraud, Alexandre Klimuk, un éleveur d'Akhal-Teké, identifie le cheval présent sur la vidéo de 1945 comme étant de race Tersk. Une autre hypothèse sur sa provenance, selon Bobilev, veut que Koumir provienne d'un régiment monté du KGB.
Maksimets décrit sa relation privilégiée avec ce cheval, qu'il décrit comme arabo-kabarde : 
« Породистое животное арабско-кабардинских кровей стало мне настоящим другом. Я даже мог с ним разговаривать. Бывало, подойдешь к нему, а он голову на плечо положит и как будто пытается что-то на ухо сказать. А если копыта ему почистить надо, так он ногу сам поднимал — одним словом, умнейшее животное было. »
— Иван Трофимович Максимец

« L'animal pur-sang de sang arabo-kabarde est devenu un véritable ami pour moi. Je pouvais même lui parler. Je m'approchais de lui, il posait sa tête sur mon épaule et essayait de me dire quelque chose à l'oreille. Et si nous devions nettoyer ses sabots, il levait sa jambe tout seul - en un mot, c'était un animal très intelligent. »
D'après Sukhodolskaya, une rumeur très répandue à l'époque veut que l'étalon de race Akhal-Teké nommé Arab (surnom de l'armée : Kazbek) soit en réalité ce cheval qui a défilé sous le nom de Koumir. Cette version est notamment soutenue par le cavalier d'Arab, Eliazar M. Levin (Е.М. Левин). Sukhodolskaya soutient que l'histoire de L'Idole / Koumir a commencé à se répandre à partir des années 1980. Elle souligne le très faible nombre d'informations fiables disponibles à propos de ce cheval, et sa disparition rapide après le défilé. Le principal argument en faveur d'un cheval qui n'appartient pas aux effectifs de Tersk est l'existence d'un marquage au fer rouge sur la cuisse des chevaux nés au haras de Tersk, marquage que ne semble pas porter le cheval du défilé. Gouraud, citant Bobilev, souligne que la confusion avec l'Akhal-Teké pourrait provenir du fait qu'Ousmane Youssoupov, représentant de l'Ouzbékistan pendant le défilé de 1945, à promis à Joukov de lui offrir son meilleur cheval, qui était un Akhal-Teké.

## Héritage

### Représentations dans les arts

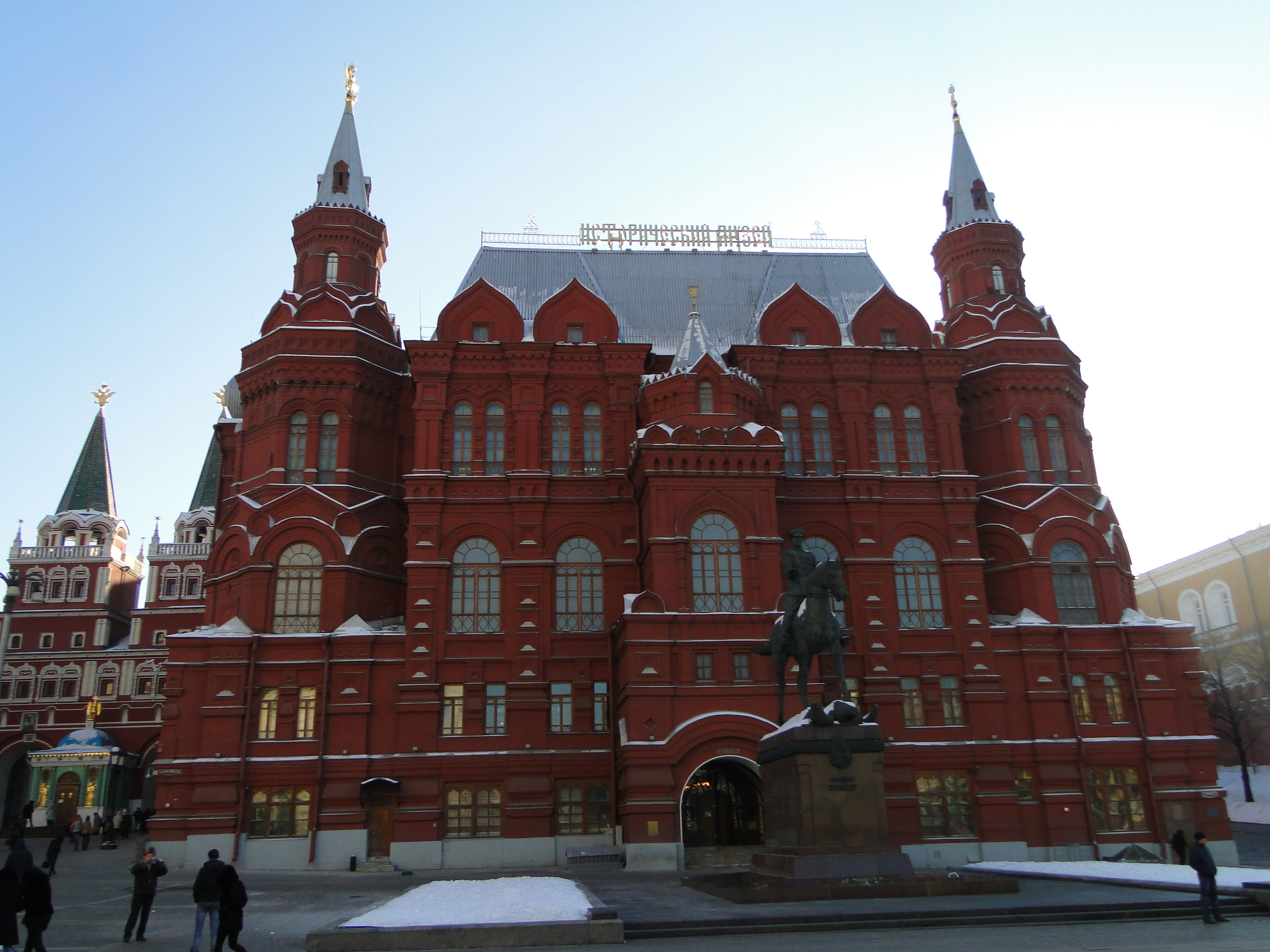
Monument de Joukov sur son cheval, à Moscou.

Une statue de Joukov sur son cheval de parade se trouve près du musée historique d'État sur la place Manezhnaya à Moscou. Il existe un débat sur l'emplacement de la statue, beaucoup affirmant qu'elle devrait plutôt être située sur le site historique du défilé, la place Rouge. Le sculpteur et l'architecte de la statue sont respectivement Vyacheslav Klykov et Y. Grigorev[réf. souhaitée].
Il existe aussi une fresque de Joukov sur sa monture peinte sur un immeuble de Kharkov, en Ukraine.

### Descendants de Koumir
Lors du défilé du Jour de la Victoire à Moscou en 2010, le contingent du Turkménistan, à la demande du gouvernement du Turkménistan, est dirigé par un officier à cheval. Le cheval du nom de Gyrat, amené du Turkménistan au mois d'avril, est présenté comme un descendant de Koumir. Cela suscite beaucoup de critiques, en particulier de la part d'historiens et de participants au défilé, qui ont constaté que Gyrat est un Akhal-Teké. Ce cheval réapparaît plus tard sur la place centrale d'Achgabat en octobre, étant le premier à apparaître dans le défilé du jour de l'indépendance turkmène.
Le média Sputnik d'Ossétie du Sud rapporte que, le 24 juin 2020, l'équipe équestre de l'administration des frontières du FSB russe a participé pour la première fois de son histoire au défilé de la victoire dans la capitale de l'Ossétie du Sud à Tskhinvali. Ce corps équestre est dirigé par un garde-frontière monté sur un étalon appelé Brillant, un descendant direct de Koumir selon les autorités locales.